# La Passion Béatrice
Pour plus de détails, voir Fiche technique et Distribution.
La Passion Béatrice est un film franco-italien de Bertrand Tavernier, sur un scénario original de Colo O'Hagan Tavernier. Le film a été tourné au château de Puivert en 1987.

## Synopsis
François de Cortemart (Bernard-Pierre Donnadieu) et son fils Arnaud reviennent sur leurs terres cinq années après avoir été faits prisonniers par les Anglais en 1346 à la bataille de Crécy. Sa fille Béatrice (Julie Delpy), attend leur retour avec impatience et  vend des biens pour payer la rançon. Dès son retour, son père devient de plus en plus tyrannique, violentant son fils et violant sa fille Béatrice.

## Fiche technique
Sauf indication contraire, les informations mentionnées dans cette section peuvent être confirmées par la base de données cinématographiques Unifrance,  présente dans la section « Liens externes ».
- Titre original : La Passion Béatrice
- Titre italien : Quarto comandamento
- Réalisation : Bertrand Tavernier
- Assistant réalisateur : Olivier Horlait, Philippe Bérenger
- Réalisateur seconde équipe : Riccardo Freda[1]
- Scénario : Colo Tavernier
- Photographie : Bruno de Keyzer
- Décors : Guy-Claude François
- Costumes : Jacqueline Moreau
- Montage : Armand Psenny
- Musique : Lily Boulanger, Ron Carter
- Producteurs : Adolphe Viezzi, Bertrand Tavernier
- Société de production : Les Films de la Tour, Scena Film (Italie), TF1 Films Production, Little Bear
- Pays de production :  France ,  Italie
- Langue de tournage : français
- Format : Couleur - 1,85:1 - Son stéréo - 35 mm
- Genre : drame et historique
- Durée : 131 minutes
- Date de sortie : 
  - France : 11 novembre 1987
  - Italie : 9 juin 1988

## Distribution
- Bernard-Pierre Donnadieu : François de Cortemart
- Julie Delpy : Béatrice de Cortemart
- Nils Tavernier : Arnaud de Cortemart
- Monique Chaumette : la mère de François
- Robert Dhéry : Raoul
- Michèle Gleizer : Hélène
- Maxime Leroux : Richard
- Jean-Claude Adelin : Bertrand Lemartin
- Jean-Louis Grinfeld : Maître Blanche
- Claude Duneton : le prêtre
- Isabelle Nanty : la nourrice
- François Hadji-Lazaro : un moine
- Jean-Luc Rivals : Jehan
- Roseline Villaumé : Marie
- Sébastien Konieczny : François enfant

## Production
C'est d'abord le réalisateur italien Riccardo Freda qui avait eu l'ambition de faire une reprise de son film Le Château des amants maudits (Beatrice Cenci) de 1956, en proposant à Colo Tavernier, l'ex-épouse de Bertrand Tavernier, d’en écrire le scénario. Mais le projet n'a pas abouti, et Freda le confie à Bertrand Tavernier. Celui-ci abandonnera l'idée d'un remake, et il préférera transposer l'histoire en France, en s'inspirant de la chanson de geste Raoul de Cambrai. Finalement, Freda réalisera quelques scènes d'action en tant que réalisateur de la seconde équipe.

### Tournage
Le tournage commence le lundi 30 mars 1987 à Comus dans l'Aude. Il est rendu difficile par la neige et les intempéries. Il se poursuivra jusque mi-mai au château de Puivert.

## Accueil

### Distinctions
- 1988 : César des meilleurs costumes pour Jacqueline Moreau

Nominations pour trois autres Césars la même année :
- César des meilleurs décors : Guy-Claude François
- César du meilleur scénario original ou adaptation : Colo Tavernier
- César du meilleur espoir féminin : Julie Delpy